# Кун Кастелс
Кун Кастелс (хол. Koen Casteels; рођен 25. јуна 1992) белгијски је фудбалски голман и репрезентативац.

## Клупска каријера
Кастелс је играо за млађе категорије Бетекома и Генка. Године 2011. прелази у немачки Хофенхајм. Дебитовао је на голу Хофенхајма у Бундеслиги 2012. године. Током 2015. године је био на позајмици у Вердеру из Бремена. Од 2015. је први голман Волфсбурга.

## Репрезентација
Наступао је за младу репрезентацију Белгије од 2011. до 2013. године. Био је на ширем списку белгијске репрезентације за Светско првенство 2014. Селектор Мартинез га је уврстио међу 23 фудбалера Белгије за Светско првенство 2018. године у Русији.

## Трофеји

### Волфсбург
- Суперкуп Немачке (1) : 2015.

## Играчка статистика

### Клуб
Ажурирано 3. март 2021.
| Клуб                      | Сезона  | Лига                     | Лига    | Лига   |
| Клуб                      | Сезона  | Лига                     | Наступи | Голови |
| ------------------------- | ------- | ------------------------ | ------- | ------ |
| Хофенхајм 2               | 2011–12 | Регионална лига Југ      | 23      | 0      |
| Хофенхајм 2               | 2012–13 | Регионална лига Јуозапад | 7       | 0      |
| Хофенхајм 2               | 2014–15 | Регионална лига Јуозапад | 2       | 0      |
| Хофенхајм 2               | Totals  | Totals                   | 32      | 0      |
| Хофенхајм                 | 2012/13 | Бундеслига               | 16      | 0      |
| Хофенхајм                 | 2013–14 | Бундеслига               | 23      | 0      |
| Хофенхајм                 | Укупно  | Укупно                   | 39      | 0      |
| Вердер Бремен (позајмица) | 2014/15 | Бундеслига               | 6       | 0      |
| ФК Волфсбург              | 2015/16 | Бундеслига               | 13      | 0      |
| ФК Волфсбург              | 2016/17 | Бундеслига               | 20      | 0      |
| ФК Волфсбург              | 2017/18 | Бундеслига               | 34      | 0      |
| ФК Волфсбург              | 2018/19 | Бундеслига               | 26      | 0      |
| ФК Волфсбург              | 2019/20 | Бундеслига               | 26      | 0      |
| ФК Волфсбург              | 2020/21 | Бундеслига               | 22      | 0      |
| ФК Волфсбург              | Укупно  | Укупно                   | 141     | 0      |